# شهرستان چینگجیان
شهرستان چینگجیان (به لاتین: Qingjian County) یک شهرستان‌های جمهوری خلق چین در چین است که در یولین واقع شده‌است.
 شهرستان چینگجیان ۱٬۸۸۱ کیلومتر مربع مساحت و ۱۲۸٬۹۳۸ نفر جمعیت دارد.